# Набутов (село)
Набутов (укр. Набутів) — село в Черкасском районе Черкасской области Украины.
Население по переписи 2001 года составляло 875 человек. Почтовый индекс — 19425. Телефонный код — 4735.

## История
Село Набутов расположен на левом берегу реки Рось. Граничит с селом Деренковец, основано село при княжении Великого князя Владимира в 1009 году. До этого здесь было большое укрепление, которое называлось Бут. Укрепление имело размеры: длина — 7 км, ширина — 5 км. Сюда под главенством Великого князя собирались войска «Светлых князей», здесь проходило соответствующее формирование войск и подготовка для дальних походов. Когда в 988 году было принято князем Владимиром христианство как государственная религия, на месте будущего города Дверен в резиденции Великого князя Владимира проводились гостеприимные встречи с византийским духовенством, которые прибывали на Русь для оказания помощи во внедрении христианства. Будущий город Дверен стало бурно развиваться, как в политическом, так и в экономическом смыслах. Здесь впервые стали изготавливать мечи и другое оружие для русских воинов, при княжении Великого князя Владимира. Остатки оружия тех времён были обнаружены при вывозе земли с территории Набутовского сахарного завода на строительство дамбы для дороги Набутов-Драбовка. Кроме этого, здесь были найдены золотые монеты времён Древней Руси. А в подвальных ямах хранилось меласса до 50-х годов прошлого века. В честь двадцатилетия принятия христианства было начато строительство Свято-Михайловского храма, которое закончили в 1009 году. Этот день, по приказу князя Владимира, стал днём основания города Дверен. Дата основания сохранилась и сегодня, как храмовый день села, 21 ноября. Большую роль сыграла для основания города жена князя Владимира византийка Анна. Город Дверен стал гостеприимными дверьми Древнерусского государства. В Свято-Михайловском храме проводились молебны для воинов и освящалось оружие. На храме был установлен мощный колокол, привезённый из Византии, как подарок городу. Звон был слышен на очень далёком расстоянии. В 1240 году во время монголо-татарского нашествия воины почти две недели героически обороняли город. После его разрушения были убиты все жители независимо от возраста и пола. Свято-Михайловский храм сгорел, а колокол скатился и упал в озеро, где насыпана дамба при строительстве моста. В течение 300 лет здесь была безлюдная пустыня, только во время гетманства Дмитрия Вишневецкого (1550—1563) на месте укрепления, которое называется сейчас в народе Очаков, был сформирован казачий кош. Здесь изготовляли боевые лодки чайки, заготавливали лес (в основном дуб) для строительства Запорожской Сечи, а также проводили подготовку казаков для службы. Дуб заготовляли в Таганчанських лесах, сплавляли его по реке Полонка (теперь она заилена, а части реки остались на территории прошлого откормочного предприятия). Иву заготовляли в бассейне реки Рось. В тот период, кроме казаков, на территории Набутовских земель переселенцы организовали своё поселение и назвали его Хутором, который позже назвали Набутовым. Это название пошло от самих казаков, которые говорили «Я иду на бутов кош». Когда казаки перебрались на Запорожскую Сечь, то слово кош отпало, и образовалось Набутов. Название Хутор части села Набутов сохранилась и на сегодняшний день. На месте сражений времён Древнерусского государства были найдены наконечники стрел, железный наконечник копья византийской формы. Жителями деревни были обнаружены дротики, шлем, кости убитых воинов и лошадей, а при проведении газификации села найдены останки воинов, которые похоронены 1000 лет назад (анализ был проведён в соответствующих лабораториях).
В ХІХ столетии село Набутов было в составе Корниловской волости Каневского уезда Киевской губернии.